# Olaf II. Dánský
Olaf II. Dánský, Olaf Haakonsson (1370 – 23. srpna 1387) byl dánský král v letech 1376–1387 (jako Olaf II (Oluf 2) a norský král v letech 1380–1387 (jako Olaf IV (Olav 4).

## Biografie
Olaf se narodil jako syn norského krále Haakona VI. a jeho manželky, dánské princezny Markéty, nejmladší dcery dánského krále Valdemara Atterdaga.
Dne 1. prosince roku 1374 zemřel jeho děd z otcovy strany, švédský král Magnus IV., o necelý rok později, 24. října 1375, pak zemřel jeho děd ze strany matčiny, dánský král Valdemar Atterdag. Bylo lze očekávat, že nárok na dánský trůn vznese syn starší Valdemarovy dcery, v té době již zemřelé Ingeborg, Albrecht IV. Meklenburský. Po řadě peripetií a jednání však byl zvolen dánským králem Olaf. V té době byla Markéta jediný přeživší přímý potomek Valdemarův.
Na trůn Olaf nastoupil ve svých šesti letech pod jménem Olaf (Oluf) II., v některých pramenech je však uváděn jako Olaf III., neboť v dánských dějinách figuruje – oficiálně neuznaný – král Oluf II., jenž vládl ve Skåne v letech 1139–1141. Jeho jménem vládla jeho matka jako regentka.
Na norský trůn nastoupil po smrti svého otce Haakona Magnussona v roce 1380 jako Olaf IV. Od tohoto okamžiku byla obě království sjednocena pod vládou jednoho panovníka – dánského krále – až do roku 1814, kdy se Norsko spojilo se Švédskem. Protože v době nástupu na norský trůn bylo Olafovi teprve deset let, vládla i zde jeho jménem jeho matka Markéta jako regentka. Jeho jménem vyjednala se švédskou říšskou radou převzetí švédského trůnu místo neoblíbeného Albrechta Meklenburského (švagra její sestry Ingeborg); švédským králem byl Olaf zvolen v roce 1385.
Olaf zemřel neočekávaně 23. srpna 1387 ve svých 17 letech a bezdětný. Byl pohřben v klášteře v Sorø na dánském ostrově Sjælland, kde byl pohřben jeho děd a později i matka. Bezprostředně poté se vynořily zvěsti o tom, že Olaf byl otráven.
Jeho matka Markéta převzala jako regentka vládu ve všech třech zemích a započala s diplomatickými jednáními, která vyústila ve sjednocení tří skandinávských království (Dánsko, Norsko, Švédsko) v tzv. Kalmarské unii. Jako svého dědice a nástupce adoptovala vnuka své starší sestry Ingeborg Erika Pomořanského.